# Charles Leonard
Pour les articles homonymes, voir Leonard.
Charles Fredrick Leonard, Jr, né le 23 février 1913 à Fort Snelling et mort le 18 février 2006 à Fort Belvoir, est un pentathlonien américain ainsi qu'un major-général durant la guerre du Viêt Nam.

## Biographie
Charles Leonard participe à l'épreuve de pentathlon moderne aux Jeux olympiques de 1936 à Berlin. Il remporte la médaille d'argent, terminant derrière l'Allemand Gotthard Handrick et devant l'Italien Silvano Abba.
Au sein de l'armée américaine, il participe à la Seconde Guerre mondiale, la guerre de Corée et la guerre du Viêt Nam, où il est major-général. Il a été décoré de la Legion of Merit et de la Distinguished Flying Cross. Il prend sa retraite en 1967.
Avec son frère William Leonard, ils sont enterrés au cimetière national d'Arlington.